# Jutaí
Jutaí is een gemeente in de Braziliaanse deelstaat Amazonas. De gemeente telt 16.791 inwoners (schatting 2009).
De gemeente grenst aan São Paulo de Olivença, Amaturá, Juruá, Benjamin Constant, Santo Antônio do Içá, Tonantins, Fonte Boa, Carauari, Pauini en Eirunepé.